# Ното, Дидье
Дидье Ното (фр. Didier Notheaux, 4 февраля 1948, Девиль-ле-Руан, Франция — 18 августа 2021, Валанс, Франция) — французский футболист и тренер.

## Карьера
В качестве футболиста выступал за ряд клубов Лиги 1: «Руан», «Ланс» и «Ренн». Всего защитник провел в элите 113 матчей и забил шесть мячей. Свою тренерскую карьеру начал в клубе «Лизьё», продолжая выходить на поле. Наибольших успехов Ното добился с «Гавром», который он выводил в Лигу 1. Также наставник работал с «Реймсом» «Ренном» и «Сошо». Некоторое время специалист трудился на африканском континенте. Там он возглавлял сборные Бенина и Буркина-Фасо
В 2008 году Дидье Ното был комментатором на играх Кубка африканских наций в Гане на канале Eurosport France. Скончался в 2021 году на 74-м году жизни в Валансе.

## Достижения

### Футболиста
- Финалист Кубка Франции: 1974/75.

### Тренера
- Победитель Лиги 2: 1984/85.